# Tổng thống Uzbekistan
Tổng thống Cộng hòa Uzbekistan (tiếng Uzbek: Ўзбекистон Республикасининг Президенти, phiên âm O'zbekiston Respublikasining Prezidenti) là nguyên thủ quốc gia và là người nắm quyền hành pháp ở Cộng hòa Uzbekistan. Chức vụ Tổng thống được tạo lập năm 1991, thay thế Chủ tịch Đoàn chủ tịch Xô viết tối cao Cộng hòa Xã hội chủ nghĩa Xô viết Uzbekistan, tồn tại từ năm 1925. Chức vụ tổng thống được bầu trực tiếp với nhiệm kỳ 5 năm, bởi các công dân Uzbekistan trên 18 tuổi.
Islam Karimov là tổng thống duy nhất của Uzbekistan nắm quyền trong 25 năm kể từ khi chức vụ này được thiết lập, ông đã thắng ba cuộc bầu cử liên tiếp mà theo nhiều người cho rằng là gian lận. Lần bầu cử thứ ba mang nhiều tranh cãi nhất là do ông đã được bầu hai lần, và theo hiến pháp hiện hành thì chỉ tối đa là hai nhiệm kỳ. Ông đưa ra lời giải thích rằng nhiệm kỳ đầu của ông kéo dài 5 năm và đó là theo hiến pháp cũ nên không tính vào nhiệm kỳ mới. Ông qua đời khi đang tại nhiệm ngày 2 tháng 9 năm 2016. Một phiên họp chung giữa hai viện của Hội đồng Tối cao đã bổ nhiệm Thủ tướng Shavkat Mirziyoyev làm Tổng thống lâm thời vào ngày 8 tháng 9 năm 2016. Vào tháng 12 năm 2016, Mirziyoyev được bầu làm Tổng thống trong cuộc tổng tuyển cử, mặc dù các nhà quan sát quốc tế mô tả cuộc bầu cử là không tự do và công bằng, do những hạn chế về báo cáo truyền thông và việc dồn phiếu.

## Tên gọi
Như trong hầu hết các ngôn ngữ, tiếng Uzbek chính thức sử dụng thuật ngữ "Tổng thống" (tiếng Uzbek: Президент/Prezident). Kể từ năm 1989, trong những năm đầu tiên Uzbekistan độc lập, giai đoạn cao nhất của tinh thần chủ nghĩa dân tộc, chủ nghĩa Hồi giáo và với ảnh hưởng to lớn của các nhân vật tôn giáo và đối lập thế tục, thuật ngữ "nước cộng hòa" trong tiếng Uzbekistan được phe đối lập theo chủ nghĩa dân tộc và Hồi giáo và các nhân vật tôn giáo chính thức sử dụng với tên gọi "nền cộng hòa" (tiếng Uzbek: Жумҳурият/Jumhuriyat — Ўзбекистон Жумҳурияти/Oʻzbekiston Jumhuriyati). Theo đó, đã có những nỗ lực không thành công khi đổi tên "tổng thống" trong tiếng Uzbek thành "Lãnh tụ" (uzb. Раисжумҳур/Raisjumhur — Ўзбекистон раисжумҳури/Oʻzbekiston raisjumhuri), vì ở hầu hết các quốc gia Hồi giáo, tùy chọn trên được sử dụng thay cho thuật ngữ "tổng thống". Nhưng đến năm 1993, "nước cộng hòa" đã chính thức được lưu hành trở lại, "Oʻzbekiston Respublikasi", trong khi chức danh của tổng thống bằng tiếng Uzbekistan vẫn không thay đổi.

## Lịch sử
Chức vụ Tổng thống xuất hiện ở Uzbekistan vào tháng 3 năm 1990, khi quốc gia này vẫn còn là một phần của Liên Xô với tên gọi Cộng hòa Xã hội chủ nghĩa Xô viết Uzbekistan. Vào ngày 24 tháng 3 năm 1990, tại một phiên họp của Xô viết Tối cao Cộng hòa Xã hội chủ nghĩa Xô viết Uzbekistan (Uzbekistan Xô), các đại biểu nhân dân đã bầu ra Tổng thống đầu tiên của Uzbekistan Xô - Islam Abduganievich Karimov. Đồng thời ngày 24 tháng 3 năm 1990 đến ngày 13 tháng 1 năm 1992, cũng thiết lập chức vụ Phó Tổng thống Cộng hòa Xã hội chủ nghĩa Xô viết Uzbekistan sau là Phó Tổng thống Uzbekistan. Uzbekistan Xô trở thành quốc gia liên bang đầu tiên thuộc Liên Xô thiết lập các chức vụ Tổng thống và Phó Tổng thống.
Sau tuyên bố độc lập của Uzbekistan vào ngày 31 tháng 8 năm 1991, chức vụ này được gọi là "Tổng thống Cộng hòa Uzbekistan".

## Địa vị pháp lý
Tổng thống Cộng hòa Uzbekistan là quan chức cao nhất. Theo Điều 89 của Hiến pháp Cộng hòa Uzbekistan - Tổng thống Cộng hòa Uzbekistan là Nguyên thủ quốc gia và đảm bảo sự phối hợp hoạt động và tương tác của các cơ quan quyền lực nhà nước, theo Điều 93, là Tổng tư lệnh tối cao của Lực lượng vũ trang Uzbekistan. Quyền hạn và nhiệm vụ của Tổng thống Cộng hòa Uzbekistan được xác định trong chương XIX (từ điều 89-97) của phần thứ 5 Hiến pháp Cộng hòa Uzbekistan.

## Quyền hạn của Tổng thống
Tổng thống Cộng hòa có quyền hạn rộng rãi. Tổng thống Uzbekistan không có quyền giao việc thực hiện quyền hạn của mình cho các cơ quan, quan chức nhà nước. Điều 93 của Hiến pháp Cộng hòa Uzbekistan quy định 25 quyền hạn và nhiệm vụ cơ bản của Tổng thống:
1. Hoạt động với tư cách là người bảo đảm các quyền và tự do của công dân cũng như Hiến pháp và luật pháp Cộng hòa Uzbekistan;
2. Thực hiện các biện pháp cần thiết để bảo vệ chủ quyền, an ninh và toàn vẹn lãnh thổ của Cộng hòa Uzbekistan và thực hiện các quyết định về các vấn đề cơ cấu quốc gia và nhà nước;
3. Đại diện cho Cộng hòa Uzbekistan trong nước và trong các mối quan hệ quốc tế;
4. Đàm phán và ký kết các hiệp ước và thỏa thuận của Cộng hòa Uzbekistan, đảm bảo việc tuân thủ các hiệp ước, thỏa thuận và nghĩa vụ mà nước Cộng hòa đã cam kết;
5. Chấp nhận thư ủy nhiệm và thư triệu hồi của các đại diện ngoại giao và các đại diện khác được công nhận bởi Tổng thống;
6. Trình lên Thượng viện của Oliy Majlis (Nghị viện) Cộng hòa Uzbekistan, các ứng cử viên để bổ nhiệm vào các cơ quan ngoại giao và các đại diện khác của Cộng hòa Uzbekistan ở nước ngoài;
7. Có quyền đề cập với Oliy Majlis Cộng hòa Uzbekistan về những vấn đề quan trọng nhất trong việc thực hiện chính sách đối nội và đối ngoại của đất nước;
8. Đảm bảo sự tương tác của các cơ quan quyền lực và chính quyền tối cao của nước Cộng hòa, hình thành và bãi bỏ các bộ, ủy ban nhà nước và các cơ quan quản lý nhà nước khác theo khuyến nghị của Nội các Bộ trưởng Cộng hòa Uzbekistan, với việc đệ trình các nghị định sau đó về những vấn đề này phải được sự chấp thuận các viện của Oliy Majlis Cộng hòa Uzbekistan;
9. Trình lên Thượng viện của Oliy Majlis Cộng hòa Uzbekistan một ứng cử viên để được bầu vào chức vụ Chủ tịch Thượng viện;
10. Đệ trình các viện của Oliy Majlis xem xét và phê chuẩn ứng cử viên Thủ tướng Cộng hòa Uzbekistan và miễn nhiệm trong trường hợp từ chức, bỏ phiếu bất tín nhiệm đối với Thủ tướng được các viện của Oliy Majlis thông qua, hoặc trong các trường hợp khác được pháp luật quy định;
11. Phê chuẩn và miễn nhiệm các thành viên của Nội các Bộ trưởng Cộng hòa Uzbekistan theo đề nghị của Thủ tướng Cộng hòa Uzbekistan;
12. Bổ nhiệm và cách chức Tổng Công tố Cộng hòa Uzbekistan và Chủ tịch Tổng Kiểm toán với sự chấp thuận sau đó của Thượng viện Oliy Majlis Cộng hòa Uzbekistan;
13. Trình các ứng viên cho Thượng viện Oliy Majlis Cộng hòa Uzbekistan vào các chức vụ Chủ tịch và Thẩm phán Tòa án Hiến pháp Cộng hòa Uzbekistan, Tòa án Tối cao Cộng hòa Uzbekistan, cũng như các chức vụ Chủ tịch Hội đồng Tư pháp Tối cao Cộng hòa Uzbekistan, Chủ tịch Hội đồng quản trị Ngân hàng Trung ương Cộng hòa Uzbekistan;
14. Bổ nhiệm và miễn nhiệm, theo đề nghị của Hội đồng Tư pháp tối cao Cộng hòa Uzbekistan, các chức vụ Chủ tịch và Phó Chủ tịch Tòa án các tỉnh và thành phố Tashkent, và Chủ tịch Tòa án quân sự Cộng hòa Uzbekistan; phê chuẩn, theo quy định của pháp luật, các thành viên của Hội đồng Tư pháp tối cao Cộng hòa Uzbekistan;
15. Bổ nhiệm và miễn nhiệm các khokims (thống đốc) của các tỉnh và thành phố Tashkent, theo đề nghị của Thủ tướng Chính phủ, theo quy định của pháp luật; có quyền bãi nhiệm khokim khu, huyện, thị xã nếu vi phạm Hiến pháp và pháp luật hoặc có hành vi xâm hại đến danh dự, nhân phẩm của khokim;
16. Đình chỉ hoặc bãi bỏ các hoạt động của cơ quan quản lý nhà nước và cơ quan quản lý nhà nước trong trường hợp không phù hợp với quy định của pháp luật; có quyền chủ trì các cuộc họp của Nội các Bộ trưởng Cộng hòa Uzbekistan;
17. Ký và ban hành luật pháp của Cộng hòa Uzbekistan; có quyền gửi lại luật với sự phản đối của nó cho Oliy Majlis Cộng hòa Uzbekistan để thảo luận và biểu quyết lần thứ hai;
18. Tuyên bố tình trạng chiến tranh trong trường hợp có cuộc tấn công vào Cộng hòa Uzbekistan hoặc trong trường hợp cần thực hiện các nghĩa vụ của hiệp ước về bảo vệ lẫn nhau chống lại sự xâm lược và, trong vòng ba ngày, đệ trình quyết định đã được thông qua cho các viện của Oliy Majlis Cộng hòa Uzbekistan để phê duyệt;
19. Trong những trường hợp ngoại lệ (một mối đe dọa thực sự từ bên ngoài, bạo loạn, thảm họa lớn, thiên tai, dịch bệnh và đại dịch) vì lợi ích an ninh của công dân, ban hành tình trạng khẩn cấp trên toàn lãnh thổ hoặc các khu vực riêng biệt trong Cộng hòa Uzbekistan và trong ba ngày nộp quyết định như vậy để được phê chuẩn bởi Oliy Majlis Cộng hòa Uzbekistan, nhưng các điều kiện và thủ tục áp dụng tình trạng khẩn cấp do luật pháp quy định;
20. Là Tổng tư lệnh tối cao của các lực lượng vũ trang của Cộng hòa Uzbekistan, bổ nhiệm và cách chức Tư lệnh tối cao các lực lượng vũ trang, ấn định các cấp bậc quân hàm cao nhất;
21. Trao các giải thưởng huân chương, huy chương và giấy chứng nhận Cộng hòa Uzbekistan, và cấp bằng cấp và danh hiệu danh dự Cộng hòa Uzbekistan;
22. Quyết định các vấn đề về quốc tịch Cộng hòa Uzbekistan và cấp quyền tị nạn chính trị;
23. Đệ trình lên Thượng viện của Oliy Majlis Cộng hòa Uzbekistan đề xuất về việc thông qua các hành vi ân xá và tha tù cho những người bị kết án bởi các tòa án của Cộng hòa Uzbekistan;
24. Bổ nhiệm và cách chức Chủ tịch Cơ quan An ninh Nhà nước Cộng hòa Uzbekistan sau khi đệ trình các sắc lệnh về những vấn đề này để được Thượng viện của Oliy Majlis Cộng hòa Uzbekistan phê chuẩn;
25. Thực hiện các quyền khác theo quy định Hiến pháp và luật pháp của Cộng hòa Uzbekistan.

## Chủ tịch Nội các Bộ trưởng
Từ năm 1990 đến 2005, Tổng thống cũng là chủ tịch Nội các Bộ trưởng Uzbekistan và là người đứng đầu cơ quan hành pháp. Tuy nhiên, Tổng thống không trực tiếp là người đứng đầu chính phủ cộng hòa. Mặc dù các nghị quyết và quyết định của chính phủ đều do Tổng thống ký, nhưng quyền lãnh đạo trực tiếp của nội các bộ trưởng lại do Phó tổng thống (cho đến năm 1992) hoặc Thủ tướng thực hiện.

## Tổng thốngCộng hòa Uzbekistan(1991–nay)
Cột đầu tiên chỉ số cá nhân giữ chức vị tổng thống, cột thứ hai chỉ nhiệm kỳ.
| # | Nhiệm kỳ | Tên                                           | Hình        | Bắt đầu nhiệm kỳ    | Kết thúc nhiệm kỳ                           | Đảng phái                                                                                |
| - | -------- | --------------------------------------------- | ----------- | ------------------- | ------------------------------------------- | ---------------------------------------------------------------------------------------- |
| 1 | 1        | Islam Karimov Ислaм Каримов                   |             | 24 tháng 3 năm 1990 | 2 tháng 9 năm 2016 (Qua đời khi đương chức) | Đảng Cộng sản Liên Xô ↓ Đảng Dân chủ Nhân dân Uzbekistan ↓ Đảng Dân chủ Tự do Uzbekistan |
| 1 | 2        | Islam Karimov Ислaм Каримов                   |             | 24 tháng 3 năm 1990 | 2 tháng 9 năm 2016 (Qua đời khi đương chức) | Đảng Cộng sản Liên Xô ↓ Đảng Dân chủ Nhân dân Uzbekistan ↓ Đảng Dân chủ Tự do Uzbekistan |
| 1 | 3        | Islam Karimov Ислaм Каримов                   |             | 24 tháng 3 năm 1990 | 2 tháng 9 năm 2016 (Qua đời khi đương chức) | Đảng Cộng sản Liên Xô ↓ Đảng Dân chủ Nhân dân Uzbekistan ↓ Đảng Dân chủ Tự do Uzbekistan |
| 1 | 4        | Islam Karimov Ислaм Каримов                   |             | 24 tháng 3 năm 1990 | 2 tháng 9 năm 2016 (Qua đời khi đương chức) | Đảng Cộng sản Liên Xô ↓ Đảng Dân chủ Nhân dân Uzbekistan ↓ Đảng Dân chủ Tự do Uzbekistan |
| 1 | 5        | Islam Karimov Ислaм Каримов                   |             | 24 tháng 3 năm 1990 | 2 tháng 9 năm 2016 (Qua đời khi đương chức) | Đảng Cộng sản Liên Xô ↓ Đảng Dân chủ Nhân dân Uzbekistan ↓ Đảng Dân chủ Tự do Uzbekistan |
| — | —        | Nigmatilla Yuldashev Нигматилла Юлдашев Quyền | không khung | 2 tháng 9 năm 2016  | 8 tháng 9 năm 2016                          | Đảng Dân chủ Phục hưng dân tộc Uzbekistan                                                |
| 2 | 1        | Shavkat Mirziyoyev Шавкат Мирзиёев            |             | 8 tháng 9 năm 2016  | Đương nhiệm                                 | Đảng Dân chủ Phục hưng dân tộc Uzbekistan ↓ Đảng Dân chủ Tự do Uzbekistan                |

## Bầu cử gần nhất
| Ứng cử viên                                                    | Đảng                           | Phiếu bầu  | %     |
| -------------------------------------------------------------- | ------------------------------ | ---------- | ----- |
| Islam Karimov                                                  | Đảng Dân chủ Tự do             | 17,122,577 | 90.39 |
| Akmal Saidov                                                   | Đảng Dân chủ Phục hưng dân tộc | 582,688    | 3.08  |
| Khatamjan Ketmanov                                             | Đảng Dân chủ Nhân dân          | 552,309    | 2.92  |
| Nariman Umarov                                                 | Đảng Xã hội Dân chủ công bằng  | 389,024    | 2.05  |
| Phiếu không hợp lệ/trống                                       | Phiếu không hợp lệ/trống       |            | –     |
| Tổng                                                           | Tổng                           |            | 100   |
| Cử tri đăng ký/Cử tri đi bầu                                   | Cử tri đăng ký/Cử tri đi bầu   | 20,798,052 | 91.08 |
| Nguồn: CEC Lưu trữ ngày 4 tháng 7 năm 2015 tại Wayback Machine |                                |            |       |